# 32 zaligen van Orange

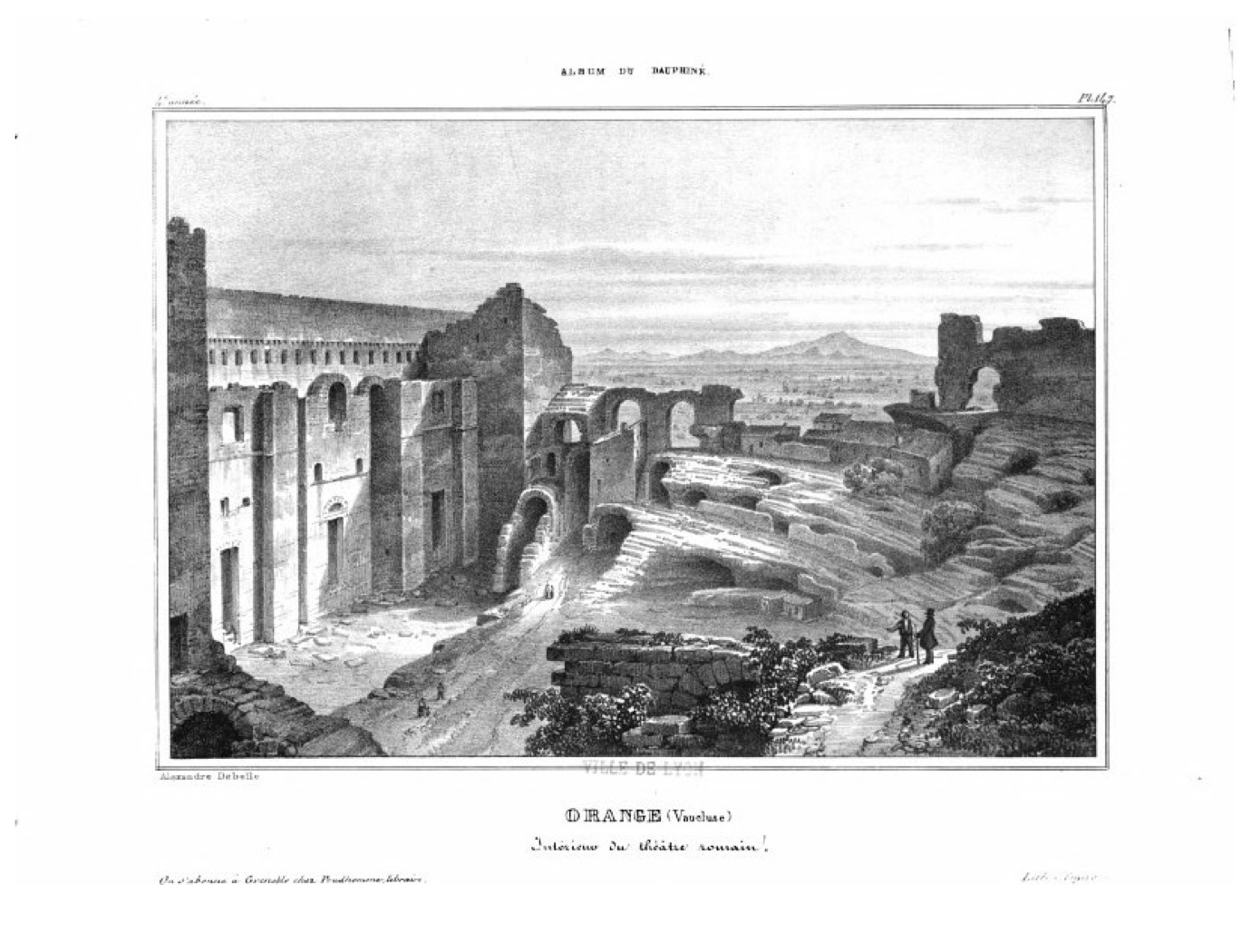
Romeins theater van Orange, circa 1800. De guillotine stond middenin.

De 32 zaligen van Orange zijn vrouwelijke kloosterlingen die in juli 1794 stierven onder de guillotine tijdens de Franse Revolutie. Paus Pius XI verklaarde hen zalig op 10 mei 1925.

## Historiek
Tijdens de Franse Revolutie, en zeker tijdens het Terreurbewind, werden kloosterlingen opgejaagd en kloosters afgeschaft. Kloosterzusters uit de streek van Avignon, Carpentras en Orange weigerden eed van trouw te zweren aan de Eerste Republiek; bovendien weigerden ze hun kloosterpij af te leggen. Een 30-tal leefden ondergedoken in een huis in Bollène, departement Vaucluse. Ze leefden er in een gesloten gemeenschap van 1793 tot 2 mei 1794, tot ze werden ondergebracht in de gevangenis van Orange. In Orange waren al 13 kloosterzusters opgesloten uit diverse kloosters uit de streek. De zusters zaten alle gevangen in de gevangenis van Cure, nabij de gesloten Kathedraal van Orange. Ze baden en zongen samen.
Op 3 juni 1794 installeerde de stad Orange een volkscomité. Dit comité moest oordelen over burgers die weigerden trouw te zweren aan het revolutionair bestuur. Op 9 juni 1794 arriveerde de guillotine in Orange. De guillotine werd opgesteld midden in het Romeins theater. ’s Anderendaags begon het volkscomité met de ondervragingen van de eerste zusters. Dit liep verder met de anderen in de weken nadien. Op 7 juli werd de eerste kloosterzuster geëxecuteerd in het Romeins theater. In totaal werden in de maand juli 1794 32 kloosterzusters geëxecuteerd. Het waren 16 ursulinen, 13 sacramentinnen, 2 cisterciënzerinnen en 1 benedictines.
Hun lijken werden 4 km uit het stadscentrum getransporteerd. In de wijk Gabet, gelegen in de bocht van de rivier Eygues, liet het volkscomité de lijken op een veld gooien.
Tien zusters ontsnapten aan de guillotine omdat Robespierre, de revolutionaire bestuurder van Frankrijk, zelf aan zijn einde kwam onder de guillotine. Ze werden vrijgelaten.
Het volkscomité maakte nog andere slachtoffers dan de kloosterzusters. Het totaal aantal slachtoffers die stierven onder de guillotine in het Romeins theater van Orange, bedroeg 332.
In 1832 werd een kapel opgericht in Gabet, ter nagedachtenis van de martelaressen in het massagraf. Paus Pius XI verklaarde de 32 kloosterzusters zalig in 1925; hun feestdag werd vastgelegd op 9 juli. 
Een verering in de kapel van Gabet startte door toedoen van het aartsbisdom Avignon. In 2018 startte het aartsbisdom met de voorbereidingen van de heiligverklaring.